# Wimpasing (Eichstätt)
Wimpasing ist ein Weiler und ein Ortsteil der Stadt Eichstätt im oberbayerischen Landkreis Eichstätt.

## Lage
Wimpasing liegt circa zwei Kilometer nordöstlich von Eichstätt auf der Hochfläche der Fränkischen Alb.

## Geschichte
Südlich vom Wimpasing verlief eine Römerstraße.
Wimpasing ist erstmals 1133 urkundlich erwähnt, als Dyemar und seine Frau Gysela ihr Gut in „Wintpozingen“ (= „Was vom Wind umgestoßen wurde“, „Ort, der besonders dem Wind ausgesetzt ist“) der Eichstätter Kirche übergaben. Ob das in einer weiteren Urkunde des 12. Jahrhunderts erwähnte „Wintbozzingen“ ebenfalls auf das eichstättische Wimpasing bezogen werden kann, ist fraglich. 1302 übergab der Bischof von Eichstätt dem Domkapitel unter anderem den Zehent von Äckern zu „Wimpaezingen“; das Domstiftlehen ist in der Folgezeit noch mehrmals erwähnt. Um 1400 ist erwähnt, dass das Eichstätter Kloster St. Walburg Besitz in Wimpasing hat, das 1433 als „Nunnenlehen“ und bei einem Verkauf im Jahr 1452 und 1485 als „Wunen Lehen“ Erwähnung findet. 1441 kam die Stadt Eichstätt in den Besitz einer der Höfe von „Wimpessingen“. 1465 ist als Meier von Wimpasing ein Cuntz Furleger genannt. 1568 gehörte je ein Bauer von Wimpasing dem Domkapitel, der Stadt Eichstätt und dem Kloster Rebdorf; während Domkapitel und Stadt Eichstätt 100 Schafe halten durften, waren dem Kloster Rebdorf nur 50 erlaubt. Am Ende des Alten Reiches, um 1800, bestand Wimpasing aus fünf Höfen, von denen drei dem Domkapitel und je einer dem Klosterrichteramt Rebdorf und dem Stadtrat Eichstätt gehörten. Die Blutgerichtsbarkeit und die Dorf- und Gemeindeherrschaft übte das eichstättische Amt der Landvogtei aus.
Im neuen Königreich Bayern (1806) wurde der Weiler durch das Gemeindeedikt von 1818 dem Steuerdistrikt und der Gemeinde Preith zugeteilt. Am 1. Mai 1978 wurde die Gemeinde Preith aufgelöst, Häringhof kam zur Stadt Eichstätt.
1927 wurde der Weiler elektrifiziert. 1962 wurde die von 1834 stammende Dorfkapelle zu Ehren Mariä Hilf und mit Statuen des hl. Antonius und des hl. Wendelin wegen Straßenbaues abgerissen. 1983 bestand Wimpasing aus vier landwirtschaftlichen Betrieben. Das Dorf weist sechs Wohngebäude auf.

## Einwohnerentwicklung
- 1821: 32[8]
- 1937: 42[9]
- 1950: 47[10]
- 1961: 28[11]
- 1983: 19[12]
- 1987: 20[13]

## Sonstiges

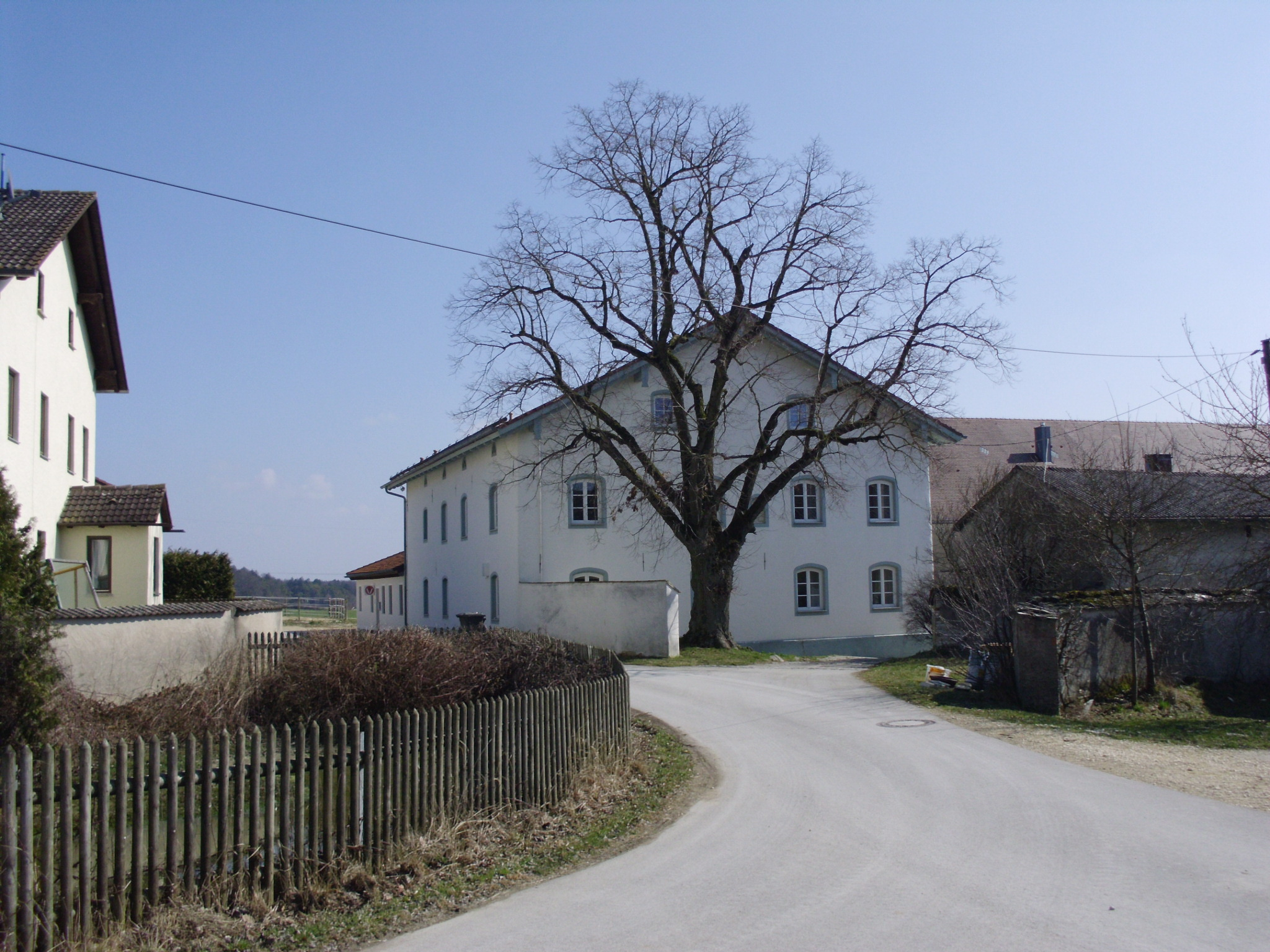
Wohngebäude von 1909 mit der (durch den Baum verdeckten) Reliefplatte „Krönung Mariens“

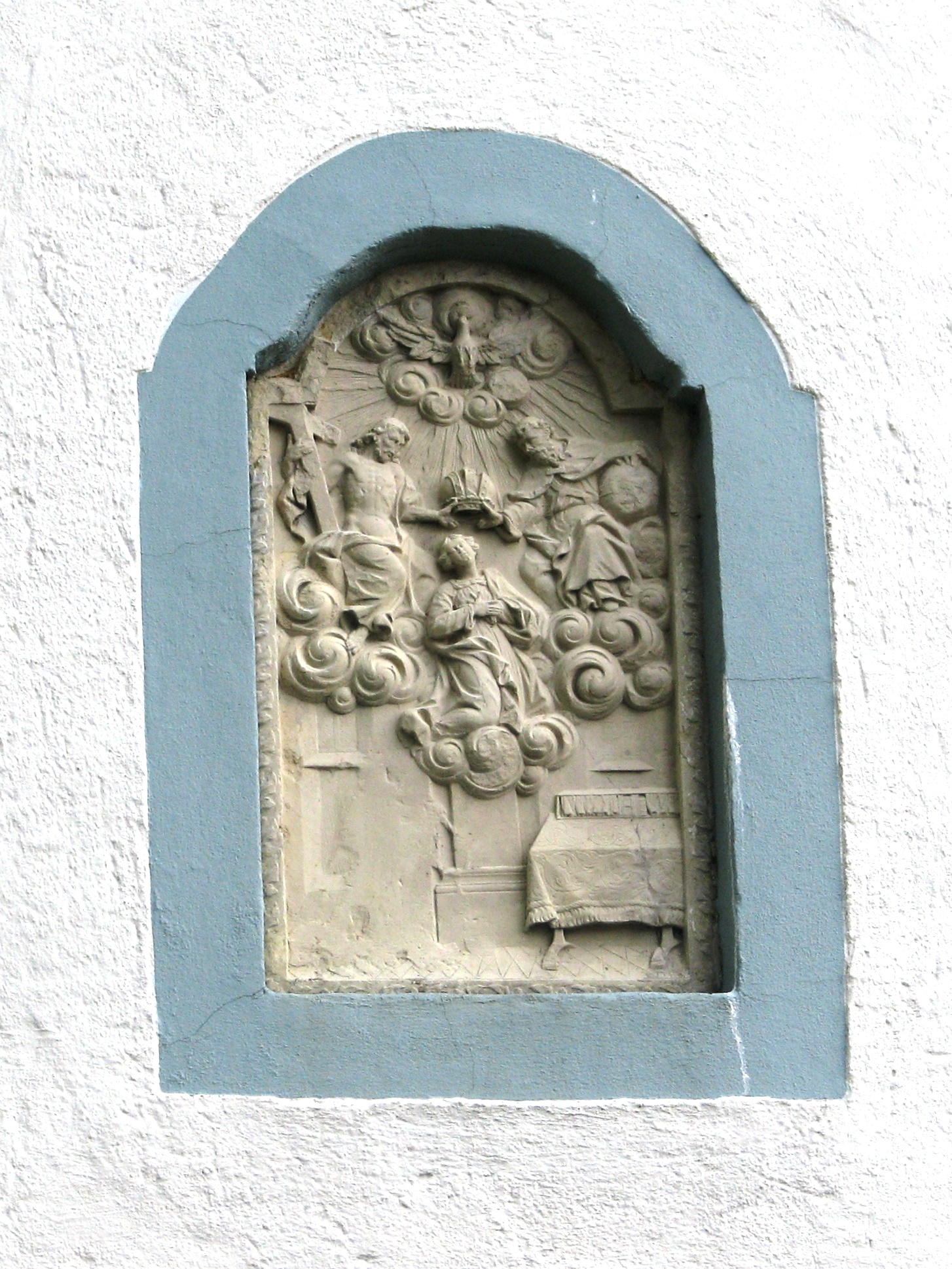
Reliefplatte „Krönung Mariens“ am Steidl-Anwesen

- Eine Reliefplatte aus Kalkstein an einem der Wohngebäude zeigt die Krönung Mariens durch die Dreifaltigkeit.
- Im 17. bzw. 20. Jahrhundert erhielten zwei nahe-, aber niedriger gelegene Einöden vorübergehend Ortsnamen in Bezug auf Wimpasing: Der Ziegelhof wurde als Mittelwimpasing und der Häringhof als Unterwimpasing bezeichnet, während für Wimpasing seit dem 17. Jahrhundert wechselnd die Bezeichnungen Wimpasing oder Oberwimpasing anzutreffen sind.[14]

## Verkehrsanbindung
Der Weiler ist über eine Stichstraße zu erreichen, die zwischen den Eichstättern Ortsteilen Lüften und Ziegelhof von der Staatsstraße 2225 nach Nordosten abzweigt.